# Rookies on Parade
Rookies on Parade è un film del 1941 diretto da Joseph Santley.